# Маупихаа
Маупихаа (фр. Maupihaa) — необитаемый атолл в составе Подветренных островов архипелага Острова Общества (Французская Полинезия). Другие названия острова — Мопелиа (Mopelia), Лорд-Хау (Lord Howe). Расположен в 230 км к западу от острова Бора-Бора.

## География
Длина острова составляет около 8 км. В центре — глубокая (до 40 м) лагуна, окружённая затонувшим рифом с трёх сторон. Восточная сторона состоит из нескольких моту. Площадь острова — 2,6 км².

## История
Атолл был открыт в 1767 году Самьюэлом Уоллисом, как и атоллы Фенуа-Ура и Моту-Оне. В 1917 году Маупихаа был арендован компанией с острова Таити, занимавшейся производством копры. На острове найдены следы пребывания в прошлом древних полинезийцев.

## Административное деление
Административно Мануаэ входит в состав коммуны Маупити.